# Фрумар
Фрумар або Фрумарій (*д/н —464) — король свевів в Лузітанії у 460—464 роках.

## Біографія
Про походження немає відомостей. Більшість відомостей надає історик Ідацій. Після вбивства у 460 році короля Мальдри заколотники обрали новим правителем Фрумара. Втім останній міг контролювати лише землі у північній Лузітанії.
Проти Фрумара відразу виступив король Рехімунд, що панував у північній частині колись єдиного Свевського королівства. Втім Фрумару вдалося відбитися. У 460 році його війська захопили місто Аква Флавія (сучасне місто Шавіш) і захопили єпископа Ідація. Вони розграбували місто і тримали історика в полоні більше 3 місяців. Захопленню міста і полону Ідація сприяли два іспано-римлянина Оспіній та Асканий, згодом хроніста було звільнено всупереч їх волі.
Визволеню Ідація сприяв наступ римо-вестготських військ проти свевів. Спочатку було завдано поразку державі Рехімунда. Потім вестготи й римляни рушили проти Фрумара. Останній не зміг суттєво протистояти ворогові. У результаті він втратив усю Лузітанію, зокрема місто Скаллабіс (сучасний Сантарен), яке було столицею Фрумара. Проте поразка римлян під Новим Карфагеном й нові конфлікти вестготів з римлянами допомогли королю свевів повернути втрачені землі.
Про подальшу долю Фрумара замало відомостей. вважається, що в наступні кілька років він панував на значній території Лузітанії та у південній Галеції. У 464 році зазнав поразки й загинув у боротьбі з королем Ремісмундом.